# Lazharia
Lazharia est une commune de la wilaya de Tissemsilt en Algérie.

## Géographie
Petite ville sur la nationale 19 entre Chlef (43 km) et Tissemsilt (70 km), située à 1 000 m d'altitude au pied du pic Sidi Amar, sommet de l'Ouarsenis.

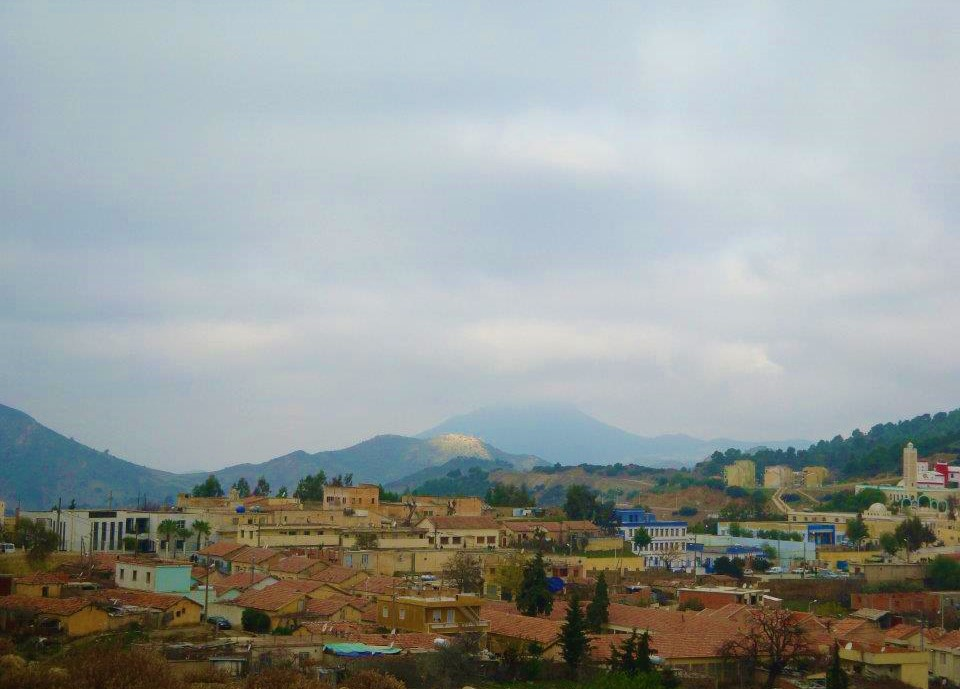
Vue générale du centre ville de Lazharia
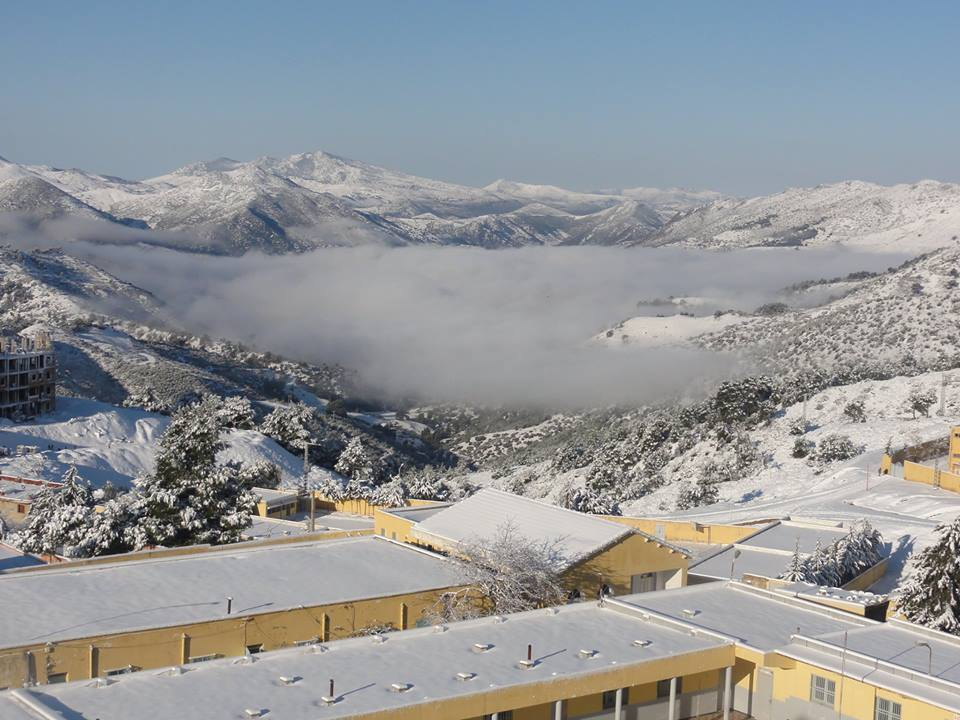
Une vue de la ville de Lazharia

## Histoire
Lazharia s'appelait Ain Lelou, territoire de tribus de Beni Boukhanous, de l'Ouarsenis, où on parlait la zenatiya de l'Ouarsenis, au début du XXe siècle, mais ce dialecte s'est éteint aujourd'hui[réf. nécessaire] cette modification vous pouvez la confirmer sur les lieux de la commune de Lazharia et la avec la population